# Зайц, Тими
Тими Зайц (словен. Timi Zajc; род. 26 апреля 2000, Словения) — словенский прыгун с трамплина, олимпийский чемпион, трёхкратный чемпион мира, призёр этапа Кубка мира сезона 2018/2019 г. Член сборной Словении по лыжным видам спорта. Участник зимних Олимпийских игр 2018 года.

## Спортивная карьера
Он активный участник соревнований FIS с марта 2013 года. В сезоне 2017 года, в возрасте семнадцати лет, он добился своей первой победы в Континентальном кубке. На Кубке мира дебютировал 18 ноября 2017 года в Висле, заняв 6-е место в командном зачете. 2 декабря 2017 года, впервые, в России, в Нижнем Тагиле, он завоевал первые очки в зачёт Кубка мира.
На зимних Олимпийских играх в Пхенчхане в 2018 году он расположился на 29-м месте в итоговом протоколе на среднем трамплине.
Свой первый подиум на Кубке мира он завоевал 27 января 2019 года в Саппоро (2-е место).

## Победа на этапах Кубка мира (1)
| Номер | Сезон     | Дата           | Место      | Трамплин                      | Соревнование      | Итоговое место |
| ----- | --------- | -------------- | ---------- | ----------------------------- | ----------------- | -------------- |
| 1     | 2018/2019 | 1 Февраля 2019 | Оберстдорф | Большой трамплин HS235 (день) | личное первенство | 1              |

## Подиумы на этапах Кубка мира (5)
| Номер | Сезон     | Дата            | Место           | Трамплин                         | Соревнование      | Итоговое место |
| ----- | --------- | --------------- | --------------- | -------------------------------- | ----------------- | -------------- |
| 1     | 2018/2019 | 27 Января 2019  | Саппоро         | Нормальный трамплин HS137 (день) | личное первенство | 2-е место      |
| 2     | 2018/2019 | 1 Февраля 2019  | Оберстдорф      | Большой трамплин HS235 (день)    | личное первенство | 1-е место      |
| 3     | 2019/2020 | 19 Января 2020  | Титизе-Нойштадт | Большой трамплин HS142 (день)    | личное первенство | 3-е место      |
| 4     | 2019/2020 | 15 Февраля 2020 | Бад-Миттерндорф | Большой трамплин HS235 (день)    | личное первенство | 2-е место      |
| 5     | 2019/2020 | 16 Февраля 2020 | Бад-Миттерндорф | Большой трамплин HS235 (день)    | личное первенство | 3-е место      |